# Приамурская область
Приамурская область — административно-территориальная единица ДВР, существовавшая с 22 ноября 1920 года по 15 ноября 1922 года.
Административный центр области — город Хабаровск.

## История
Образована 22 ноября 1920 года из Сахалинской и части Приморской областей Дальневосточной республики в составе Иманского, Сахалинского, Удского и Хабаровского уездов. При этом, от Сахалинской области в состав Приамурской области фактически вошёл только материковый Удский уезд, островная часть Сахалинской области находилась под японской оккупацией и входила в состав области лишь юридически.
15 ноября 1922 года, после ликвидации ДВР и включения её в состав РСФСР, преобразована в Приамурскую губернию Дальневосточной области.
В октябре 1923 года Приамурская губерния была ликвидирована, её территория отошла Приморской губернии.